# Дом де Дрё
Дом де Дрё (фр. Maison de Dreux) — знатный род французского происхождения, ветвь французского королевского дома Капетингов.

## История
Родоначальником рода был один из сыновей короля Франции Людовика VI Толстого — Роберт I (1123—1188), получивший в качестве апанажа графство Дрё. Его сын и наследник, Роберт II (1154—1218) унаследовал от матери ещё и графство Брен.

Графство Дрё на карте Франции 12 века

От сыновей Роберта II пошло 2 ветви рода.
Старший сын, Роберт III, унаследовавший родовые владения, стал родоначальником старшей ветви рода, угасшей в 1345 году по мужской линии со смертью графа Пьера I (1298—1345) и в 1355 году по женской со смертью графини Жанны II (1345—1346), сестры Пьера I. От старшей ветви отделились также линия сеньоров Бё, родоначальником которой стал второй сын Роберта III де Дрё, Роберт I де Бё (1217—1264), сеньор де Бё и виконт де Шатоден (угасла в 1398 году со смертью Роберта VI де Бё), и линия сеньоров Боссар, родоначальником которой был второй сын Роберта II де Бё (1265—1306), Жан I, сеньор де Боссар (угасла в 1590 году со смертью Жана IV де Боссар, сеньора де Морэнвиль).
Наибольшую известность получила младшая ветвь дома, родоначальником которой стал второй сын Роберта II де Дрё — Пьер I Моклерк (1191—1250), женившийся на наследнице герцогства Бретань. Его потомки правили в Бретани до 1514 года. Сначала правили представители старшей линии, а после её угасания в результате войны за Бретонское наследство утвердились представители младшей линии — Монфоры. Последней представительницей ветви стала Анна Бретонская (1477—1514), последовательно бывшая женой французских королей Карла VIII и Людовика XII. Однако продолжалась побочная линия д’Эвангур, родоначальником которой стал Франсуа I д’Эвангур (1462 — после 1494), незаконный сын герцога Франсуа II. Также существовала линия сеньоров де Машекуль, родоначальником которой стал младший сын Пьера I, Оливье I де Машекуль (1231—1279). Линия угасла в 1464 году со смертью Маргариты де Машекуль (1374—1464), дамы де Вьеилевинь.